# 巡界のクレイシア
『巡界のクレイシア』(じゅんかいのクレイシア)(英名:Journey to Kreisia)とはケムコより配信されたアプリゲーム。後にニンテンドー3DSDLソフトに移植して配信された。
本作は異世界に召喚された少年が勇者となって敵を倒して物語を進めていくロールプレイングゲームとなっている。
敵を倒すごとに様々なアイテムと交換できるポイントが溜まる他、宝石を組み合わせるとより強力なアクセサリーが完成する。

## ストーリー
1000年に一度魔王が甦るとの噂が広まっていた。シンシアは魔王を討伐するべく勇者を召喚する。

## 登場キャラクター
- シンシア・クラウズ - 武器:弓　ケルン村で暮らす巫女の少女。オレンジ色の髪と腹部の空いた露出度が高いハレンチ服を着ているのが特徴。魔王を止めるべく勇者を召喚する。味方のサポートや連続攻撃が得意。